# Albert Hilscher
Albert Hilscher (* 19. August 1892 in Hannover; † 12. November 1964 in Wien) war ein österreichischer Presse- und Sportfotograf.

## Leben
Nach seiner Ausbildung zum Kinomechaniker beschäftigte sich Albert Hilscher ab 1920 als Autodidakt mit Fotografie. Auch aktiver Sportler war Hilscher. So war er Europameister im Turmspringen.
Gemeinsam mit anderen Fotografen wie Leo Ernst, Lothar Rübelt, Wilhelm Willinger und weiteren österreichischen Pressefotografen gründete er 1924 die Organisation der Wiener Presse. 1928 war er als Pressefotograf bei der österreichischen Tageszeitung Der Abend tätig.
Gemeinsam mit Leo Ernst gründete er die Firma Ernst & Hilscher und war mit dieser Repräsentant der US-amerikanischen Bildagentur Wide World Photos für Österreich und Osteuropa. Nach dem „Anschluss“ musste Ernst als Jude aus dem Unternehmen ausscheiden, und Hilscher führte es vorerst allein weiter. In den ersten Kriegsjahren arbeitete er in einer Pressekompanie.
Albert Hilscher starb am 12. November 1964 im Alter von 72 Jahren in Wien.

## Wirken
Hilscher gilt für die Zwischenkriegszeit als der führende Fotojournalist.
Ein großer Teil der Fotos im Bildarchiv der Österreichischen Gesellschaft für Zeitgeschichte (ÖGZ) am Institut für Zeitgeschichte stammen aus dem Nachlass Hilschers, der vom Justizpalastbrand in Wien über den Ständestaat die Zeit der Nationalsozialisten bis in die Besatzungszeit dokumentiert hat.
Erschienen sind Hilschers Fotos auch in der illustrierten Zeitschrift Der Kuckuck (1931).